# Cúp Chủ tịch AFC 2005
Cúp Chủ tịch AFC 2005 là giải đấu đầu tiên của Cúp Chủ tịch AFC diễn ra từ ngày 4 đến 14 tháng 5 năm 2005 ở Kathmandu, Nepal. Tám đội bóng chi vào hai bảng đá vòng tròn 1 lượt chọn 2 đội xếp đầu mỗi bảng vào thi đấu chéo ở bán kết. 2 đội thắng ở bán kết vào cho trận chung kết. Giải đấu này không có trận tranh hạng ba.

## Vòng đấu bảng

### Bảng A
| Đội              | Điểm | Số trận | Thắng | Hòa | Thua | Bàn thắng | Bàn thua | Hiệu số |
| ---------------- | ---- | ------- | ----- | --- | ---- | --------- | -------- | ------- |
| Regar-TadAZ      | 7    | 3       | 2     | 1   | 0    | 9         | 1        | 8       |
| Three Star       | 5    | 3       | 1     | 2   | 0    | 3         | 2        | 1       |
| Taipower         | 4    | 3       | 1     | 1   | 1    | 2         | 4        | -2      |
| Transport United | 0    | 3       | 0     | 0   | 3    | 2         | 9        | -7      |

| 4 tháng 5 năm 2005 |       |                  |                                  |       |
| Three Star         | 1 – 1 | Taipower         | Sân vận động Dashrath, Kathmandu | 16:00 |
| Regar-TadAZ        | 6 – 1 | Transport United | Sân vận động Halchowk, Kathmandu | 16:00 |
| 6 tháng 5 năm 2005 |       |                  |                                  |       |
| Taipower           | 0 – 3 | Regar-TadAZ      | Sân vận động Halchowk, Kathmandu | 16:00 |
| Transport United   | 1 – 2 | Three Star       | Sân vận động Dashrath, Kathmandu | 16:00 |
| 8 tháng 5 năm 2005 |       |                  |                                  |       |
| Taipower           | 1 – 0 | Transport United | Sân vận động Dashrath, Kathmandu | 16:00 |
| Three Star         | 0 – 0 | Regar-TadAZ      | Sân vận động Dashrath, Kathmandu | 16:00 |

### Bảng B
| Đội           | Điểm | Số trận | Thắng | Hòa | Thua | Bàn thắng | Bàn thua | Hiệu số |
| ------------- | ---- | ------- | ----- | --- | ---- | --------- | -------- | ------- |
| Dordoi-Dynamo | 6    | 3       | 2     | 0   | 1    | 14        | 3        | 11      |
| Blue Star SC  | 6    | 3       | 2     | 0   | 1    | 5         | 10       | -5      |
| WAPDA         | 3    | 3       | 1     | 0   | 2    | 2         | 3        | -1      |
| Hello United  | 3    | 3       | 1     | 0   | 2    | 5         | 10       | -5      |

| 5 tháng 5 năm 2005 |       |               |                                  |       |
| Dordoi-Dynamo      | 6 – 1 | Hello United  | Sân vận động Halchowk, Kathmandu | 16:00 |
| WAPDA              | 0 – 1 | Blue Star SC  | Sân vận động Dashrath, Kathmandu | 16:00 |
| 7 tháng 5 năm 2005 |       |               |                                  |       |
| Hello United       | 2 – 1 | WAPDA         | Sân vận động Halchowk, Kathmandu | 16:00 |
| Blue Star SC       | 1 – 8 | Dordoi-Dynamo | Sân vận động Dashrath, Kathmandu | 16:00 |
| 9 tháng 5 năm 2005 |       |               |                                  |       |
| Hello United       | 2 – 3 | Blue Star SC  | Sân vận động Dashrath, Kathmandu | 16:00 |
| Dordoi-Dynamo      | 0 – 1 | WAPDA         | Sân vận động Halchowk, Kathmandu | 16:00 |

## Bán kết
| 12 tháng 5 năm 2005 |                   |              |                                  |       |
| Regar-TadAZ         | 6 – 0             | Blue Star SC | Sân vận động Dashrath, Kathmandu | 16:00 |
| Dordoi-Dynamo       | 0 – 0 4 – 3 (11m) | Three Star   | Sân vận động Dashrath, Kathmandu | 19:00 |

## Chung kết
| 14 tháng 5 năm 2005 |       |               |                                  |  |
| Regar-TadAZ         | 3 – 0 | Dordoi-Dynamo | Sân vận động Dashrath, Kathmandu |  |

### Vô địch
| Cúp Chủ tịch AFC 2005 Regar-TadAZ Vô địch lần đầu tiên |